# Jean-Paul Vonderburg
Jean-Paul Vonderburg, švedski nogometaš, * 31. julij 1964.
Za švedsko reprezentanco je odigral štiri uradne tekme.